# Nishiwaga, Iwate
Nishiwaga (西和賀町 Nishiwaga-machi) là thị trấn thuộc huyện Waga, tỉnh Iwate, Nhật Bản. Tính đến ngày 1 tháng 10 năm 2020, dân số ước tính thị trấn là 5.134 người và mật độ sân số là 8,7 người/km2. Tổng diện tích thị trấn là 590,7 km2.

## Địa lý

### Đô thị lân cận
- Iwate
  - Hanamaki
  - Kitakami
  - Ōshū
  - Shizukuishi
- Akita
  - Semboku
  - Daisen
  - Yokote
  - Misato
  - Higashinaruse

## Giao thông

### Đường sắt
JR East - Tuyến Kitakami
- Yudakinshūko - Hottoyuda

### Cao tốc/Xa lộ
- Akita Expressway – Kitakami IC, Kitakami-Nishi IC
- Quốc lộ 107